# Gerrit Rijke
Gerrit Rijke (Rotterdam, 26 september 1906 – Apeldoorn, 19 maart 1995) was een Nederlandse Eerste luitenant, officier der Koninklijke Landmacht en drager van de Verzetsster Oost-Azië 1942-1945.

## Loopbaan
In de jaren 30 is Rijke in dienst getreden van het Koninklijk Nederlands Indische Leger afgekort het KNIL. 
In maart 1942 heeft hij geheel vrijwillig deelgenomen aan een verkenningspatrouille van Laabalang (Alasvallei Atjeh) uit naar Bindjei en vandaar naar het reeds door Japanners bezette omgeving van Medan. Krijgsgevangen gemaakt en tewerkgesteld aan de Birma spoorlijn. 
Daar heeft hij met gevaar voor eigen leven medicijnen, voedsel en radio-onderdelen gestolen van de Japanners almede meegewerkt aan de clandestiene nieuwsvoorziening. 
Na de capitulatie van de Japanners is hij contactpersoon geweest tussen de Fransen en het geallieerde krijgsgevangenkamp te Saigon.
In 1946 keerde hij terug naar Nederlands-Indië.
Rijke werd bij koninklijk besluit van 21 december 1949 nummer 10 voor bovenstaand gedrag begiftigd met de Verzetsster Oost-Azië. 
Hij werd ook hiervoor met terugwerkende kracht buitengewoon bevorderd tot sergeant-majoor instructeur Beschikking nummer 9216/1 A 2. dd 27 september 1946 Ingangsdatum 15 augustus 1945.
Rijke werd juni 1946 aangesteld als commandant van het gevangenkamp voor Japanse verdachten inzake oorlogsmisdrijven te Sabang. Bij bezoeken is gebleken dat Rijke een juiste opvatting van zijn taak had en deze opvatting met ijver en volharding in de praktijk bracht. Aan de ene kant stond hij op handhaving van de voorschriften en aan de andere kant toonde hij steeds hart te hebben voor zijn gevangenen.
Rijke is bij koninklijk besluit van 2 december 1947 Nr. 4 het Ereteken voor Orde en Vrede met gespen "1945", "1946" en "1947" toegekend.
Het verzetsherdenkingskruis, toegekend op 5 mei 1982, werd aan hem uitgereikt door Prins Bernhard in Wageningen.
Na zijn dienstverlating in 1961 is Rijke in dienst getreden bij de gemeente Apeldoorn, waar hij tien jaar heeft gefungeerd als ambtenaar sportzaken.
Buiten zijn werkzaamheden was Rijke ontzettend actief op het gebied van de sport te denken valt ABCC (Apeldoornse Boks- en Conditieclub), Zwemvierdaagse, Trim Apeldoorn, bouw zwembad de Sprenkelaar, AZC (Apeldoornse Zwemclub).
In 1988 ontving hij op 82-jarige leeftijd "de Zilveren Wapensleutel van Apeldoorn" uit handen van burgemeester Hubers, wegens zijn vele en langdurige verdiensten op enthousiaste en onbaatzuchtige wijze aan de Apeldoornse sportbeoefening bewezen.
Op het moment van uitreiken was Rijke nog steeds actief als official van de Nederlandse Sport Federatie en de Koninklijke Nederlandse Zwembond.